# 高加速壽命測試
高加速壽命測試（highly accelerated life test）簡稱HALT，是一種應力測試的測試方法，為了強化產品的可靠度，讓樣品在預期使用的條件（如溫度變化、振動等）要嚴苛許多的條件下測試，以確認產品設計或是製造上弱點的測試方式。電子、電腦、醫療、軍事產品的製造及研發部門都可以用HALT來提昇產品的可靠度。
在產品的開發生命週期中，可以有效的多次使用HALT。在產品開發時，可以用HALT在產品生命週期初期就找到設計的弱點，此時進行修改的成本也比較低，因此提早找到產品弱點，及早變更，也可以節省開發成本，提早上市時機。產品要導入市場銷售時，也可以用HALT來發現新製造流程產生的問題。若產品已經上市，則可以用HALT來確認零件、製造製程、供應商的變化，是否有影響產品的可靠度。

## 簡介
高加速壽命測試（HALT）是新產品要找出弱點時的重要工具。透過加嚴的應力條件，這類探索性的測試可以快速的找到產品的弱點。HALT的目的是主動的找到產品弱點並且進行修正，以提昇產品的可靠度。高加速壽命測試本身有加速的特性，一般來說會比傳統的測試方式要快，也比較節省成本。
HALT屬於test-to-fail的測試，測試產品直到其失效為止。HALT不會確定產品的可靠度數值，或是實際使用時的失效機率。許多的加速測試是test-to-pass的測試，用來確認產品的壽命以及可靠度。
強烈建議在產品開發的初期就進行HALT測試，來找到產品的弱點，此時是比較適合修改產品、提昇品質的時機，也比較有時間進行修改。
HALT會使用許多的應力因子（由可靠度工程師提供），也可能將不同的因子組合進行測試。電子及機械產品常見的應力因子包括有溫度及振動。其他的因子有電壓、電流、開關機循環等。

## 標準的HALT流程
在HALT流程中會對產品施加環境應力，其程度會比正常使用的條件要大很多。HALT用的應力常常是高低溫、溫度循環、隨機振動、功率裕度，以及斷送電。在HALT進行時，會讓被测器件正常運作，並且持續監控其失效。當應力引發失效時，應該要確認其失效的原因，若可能的話，需修正此問題，讓測試可以繼續進行，找到其他的弱點。
透過HALT可以得到：
1. 產品的多重失效模式，包括其失效的元件，以及失效的原因，可以和預期的結果相比對。
2. 產品的操作限度（上限及下限）。這可以和設計裕度以及供應商的規格相比對。
3. 產品的破壞性限度，是指產品功能失效，且無法修復的運作條件。

## 測試櫃
HALT需要可設定特殊溫濕度條件的測試櫃（test chamber），也要可以用給定的不同頻率提供偽隨機的振動。HALT測試櫃要可以在六個自由度以2至10,000Hz的頻率振動，溫度從-100度到+200度。有時也會將HALT測試櫃稱為repetitive shock chamber，因為其中會有氣動的氣錘來產生振動。測試櫃也要可以快速的變化溫度，溫度變化率至少要到每分鐘50度。一般會用高功率的電阻電熱裝置來加熱，用液氮來冷卻。

## 治具
測試治具要可以將振動傳遞給被测器件，治具本身的設計會是開放式的，或是用空氣對流來為內部溫度快速變化的元件散熱。測試治具的設計可以簡單，固定被测器件即可，也有些會設計更複雜的治具。

## 監控和失效分析
HALT過程中，需要對被測器件監控，若測試過程出現失效，可以及時偵測。監控用的設備一般會有熱電偶感測器、振動加速規、多用電表及数据记录器。失效一般會依元件（例如電阻器、電容器、二極體、印刷電路板等）而有不同的原因。HALT找到的失效類型是在浴缸曲線中的「早期失效」。

## 軍事應用
若在軍事相關的應用，HALT會在合格測試（qualification testing）之前進行。這樣可以提早找到失效，在允收流程的初期就找到問題，避免後面多次的審核。

## 延伸閱讀
- Gray, Kirk. . John James Paschkewitz. Chichester, UK. 2016. ISBN 978-1-118-70020-4. OCLC 933211556.